# 杰克逊县 (佐治亚州)
傑克遜縣（英語：Jackson County）是美國喬治亞州東北部的一個縣。面積888平方公里。根據美國2000年人口普查，共有人口41,589人（2005年估計為52,292人）。縣治傑弗遜（Jefferson）。
杰克逊县成立於1796年2月11日。縣名紀念第二十任任州長詹姆斯·傑克遜（James Jackson）。

## 地理
根據美国人口调查局的數據，杰克逊县的總面積是888km²（343 mi²）。陸地佔有大部份，達887km²（342 mi²），餘下之2km²（1 mi²，相等于0.19%）則是水域。

## 人口
根据美国人口调查局於2000年時所作的统计，克伦肖县有41589名居民，15057戶及11488個家庭。其人口結構如下：89.00%為白人、7.78%為黑人和非洲裔美國人、0.18%為美洲原住民、0.96%為亞洲人、1.07%為其他種族、1.01%為由數個種族相合以成（即混血兒）、3.00%的人口為西班牙裔或拉丁美洲任何種族。
杰克逊县共有15057戶，其中36.30%有未滿18歲的孩子與他們同住、60.50%與配偶生活在一起、10.80%是一位女人居住而沒有與丈夫同居、而23.70%是沒有成家之人。
在杰克逊县的人口中有26.60%的年齡是在18歲以下、8.70%是從18嵗至24歲的人、31.80%是從25歲至44歲的人、22.50%是45至64歲和10.40%的人在65歲以上。其人民平均年齡為35歲，每100名女性便有約97.80名男性。
此縣每戶入息中位數為40349美元，每家則為46211美元。男性的入息中位數為34063美元，而女性則為22774美元。人均收入為17808美元。約9.90%的家庭和12.00%的人口處於貧窮線以下，當中有13.30%未滿18歲、17.90%達65歲或以上。